# Apomys minor
Apomys minor és una espècie de mamífer rosegador de la família dels múrids. És endèmic de l'illa de Mindoro (Filipines), on ha estat trobat a altituds d'entre 300 i 1.280 msnm. El seu hàbitat natural són els boscos secundaris de plana de dosser obert. Té una llargada de cap a gropa de 122 mm. Els mascles (55-64 g) i les femelles (52-58 g) pesen més o menys el mateix. El nom específic minor significa ‘menor’ en llatí i es refereix al fet que és l'espècie més petita del subgènere Megapomys. Com que fou descoberta fa poc, encara no se n'ha avaluat l'estat de conservació.